# 교대역 (서울)
교대(법원·검찰청)역(敎大驛, Seoul National University of Education station은 서울특별시 서초구 서초동에 있는 서울 지하철 2호선과 수도권 전철 3호선의 환승역이다. 인근에 서울교육대학교가 있어 역명이 제정되었으며, 법원·검찰청은 서울특별시에서 정한 병기역명이다. 강남구 서초동에서 강남개발계획에 의해 개통되었으며 서초구가 강남구로부터 분리 신설된 이후로는 서초구 관할이 되었다. 바로 옆에 강남역이 있으며 여전히 강남권에서 가장 유동인구가 많은 역 중 하나이다.

## 역사
- 1982년 12월 9일 : 교대역으로 역명 결정[2]
- 1982년 12월 23일 : 서울 지하철 2호선 종합운동장 - 교대 구간 개통과 함께 영업 개시
- 1983년 9월 13일 : 서울 지하철 3호선 역명을 교대역으로 결정[3]
- 1983년 12월 17일 : 서울대입구역까지 연장 개통과 함께 중간역이 됨[4]
- 1985년 10월 18일 : 서울 지하철 3호선 독립문 ~ 양재 구간 개통과 함께 환승역이 됨[5]
- 1990년 4월 1일 : 교대역 명칭을 교대(법원·검찰청)역으로 역명 병기 변경

## 역명의 유래
인근에 있는 서울교육대학교, 서울고등법원과 서울중앙지방법원, 서울고등검찰청과 서울중앙지방검찰청에서 유래되었다.

## 역 구조
서울 지하철 2호선은 2면 2선의 상대식 승강장이고, 서울 지하철 3호선은 1면 2선의 섬식 승강장이다. 두 노선 모두 스크린도어가 설치되어 있다.

### 2호선 승강장
| 강남 ↑ |
| \| 외  |
| ↓ 서초 |

| 외선 | ● 서울 지하철 2호선 | 강남 · 삼성 · 잠실 · 성수 방면       |
| 내선 | ● 서울 지하철 2호선 | 사당 · 신도림 · 홍대입구 · 신촌 방면 |

### 3호선 승강장
| 고속터미널 ↑ |
| 하 상 \|     |
| ↓ 남부터미널 |

| 상행 | ● 수도권 전철 3호선 | 고속터미널 · 옥수 · 충무로 · 연신내 · 대화 방면 |
| 하행 | ● 수도권 전철 3호선 | 남부터미널 · 양재 · 도곡 · 수서 · 오금 방면     |

### 환승 구조
2호선 승강장은 상대식, 3호선 승강장은 섬식이라 환승 통로는 2호선 내선 - 3호선, 2호선 외선 - 3호선으로 2개가 설치되어 있다. 2호선 내선순환에서 3호선 승강장으로 가는 통로는 전동차 맨 앞 칸에서 나오면 바로 보이고, 2호선 외선순환에서 3호선 승강장으로 가는 통로는 전동차 맨 뒤 칸에서 나오면 바로 보인다.

### 출구
다른 역들과 달리 역사의 출구 번호가 일정한 규칙을 따르지 않는다.

## 역 주변
- 기업은행 교대역지점
- 대성학원
- 대한법률구조공단
- 메가스터디
- 반서파출소 (2024년 현재의 삼성스토어 서초 위치(서초구 서초대로52길 12)에 대략 2000년대 초반까지 존재하였다.)[6][7]
- 서울교육대학교
- 서울고등법원
- 서울고등검찰청
- 서울중앙지방법원
- 서울중앙지방검찰청
- 서울회생법원
- 중앙학원
- 김영편입학원
- 무인민원발급기 (위치: 14번 출구 하단, 운영시간: 365일 05시 30분 ~ 24시 00분)[8]

## 이용객 변동
| 노선  | 노선   | 일평균 인원수 (명/일) | 일평균 인원수 (명/일) | 일평균 인원수 (명/일) | 일평균 인원수 (명/일) | 일평균 인원수 (명/일) | 일평균 인원수 (명/일) | 일평균 인원수 (명/일) | 일평균 인원수 (명/일) | 일평균 인원수 (명/일) | 일평균 인원수 (명/일) | 각주  |
| 노선  | 노선   | 2000년                | 2001년                | 2002년                | 2003년                | 2004년                | 2005년                | 2006년                | 2007년                | 2008년                | 2009년                | 각주  |
| ----- | ------ | --------------------- | --------------------- | --------------------- | --------------------- | --------------------- | --------------------- | --------------------- | --------------------- | --------------------- | --------------------- | ----- |
| 2호선 | 승차   | 33,775                | 34,933                | 34,869                | 35,444                | 35,811                | 37,410                | 39,001                | 40,277                | 40,827                | 40,776                | [ 9 ] |
| 2호선 | 하차   | 37,312                | 39,519                | 39,668                | 39,856                | 39,965                | 41,617                | 43,548                | 44,695                | 44,613                | 45,233                | [ 9 ] |
| 2호선 | 승하차 | 71,087                | 74,452                | 74,537                | 75,301                | 75,776                | 79,027                | 82,549                | 84,972                | 85,440                | 86,009                | [ 9 ] |
| 3호선 | 승차   | 11,801                | 13,939                | 13,998                | 13,686                | 13,676                | 13,131                | 13,439                | 13,424                | 12,822                | 13,178                | [ 9 ] |
| 3호선 | 하차   | 9,832                 | 11,248                | 11,091                | 10,883                | 10,819                | 10,374                | 10,484                | 10,478                | 10,361                | 10,041                | [ 9 ] |
| 3호선 | 승하차 | 21,632                | 25,187                | 25,089                | 24,569                | 24,495                | 23,505                | 23,922                | 23,902                | 23,183                | 23,219                | [ 9 ] |
| 노선  | 노선   | 2010년                | 2011년                | 2012년                | 2013년                | 2014년                | 2015년                | 2016년                | 2017년                | 2018년                |                       |       |
| 2호선 | 승차   | 41,673                | 41,864                | 40,502                | 39,852                | 39,917                | 38,198                | 37,684                | 36,211                | 35,864                |                       |       |
| 2호선 | 하차   | 47,008                | 47,021                | 45,162                | 44,471                | 44,739                | 42,345                | 41,796                | 40,933                | 40,485                |                       |       |
| 2호선 | 승하차 | 88,681                | 88,885                | 85,664                | 84,323                | 84,656                | 80,543                | 79,480                | 77,144                | 76,349                |                       |       |
| 3호선 | 승차   | 14,811                | 15,089                | 15,056                | 14,782                | 14,772                | 14,120                | 14,087                | 14,568                | 14,465                |                       |       |
| 3호선 | 하차   | 10,960                | 11,327                | 11,516                | 11,221                | 11,032                | 10,614                | 10,375                | 9,905                 | 9,729                 |                       |       |
| 3호선 | 승하차 | 25,771                | 26,416                | 26,572                | 26,003                | 25,085                | 24,734                | 24,462                | 24,473                | 24,194                |                       |       |

## 인접한 역
| 서울 지하철 2호선 을지로순환선 | 서울 지하철 2호선 을지로순환선 | 서울 지하철 2호선 을지로순환선 |
| ------------------------------ | ------------------------------ | ------------------------------ |
| 222 강남 외선 순환             | ● 서울 지하철 2호선            | 224 서초 내선 순환             |
| 서울 지하철 3호선              |                                |                                |
| 339 고속터미널 대화 방면       | ● 수도권 전철 3호선            | 341 남부터미널 오금 방면       |

## 사진

서울지하철경찰대 교대 출장소
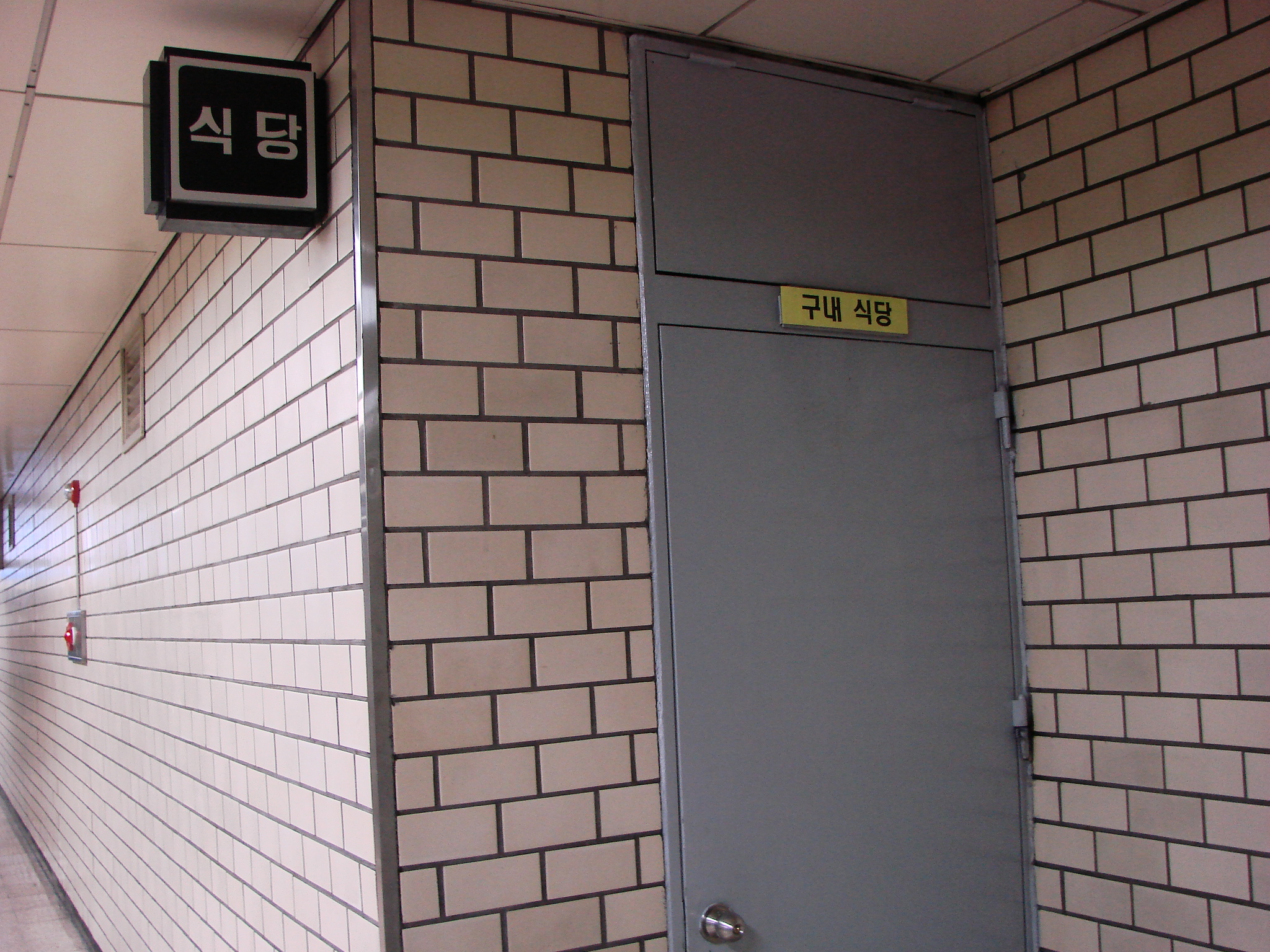
2호선 교대역에 위치한 직원용 구내 식당
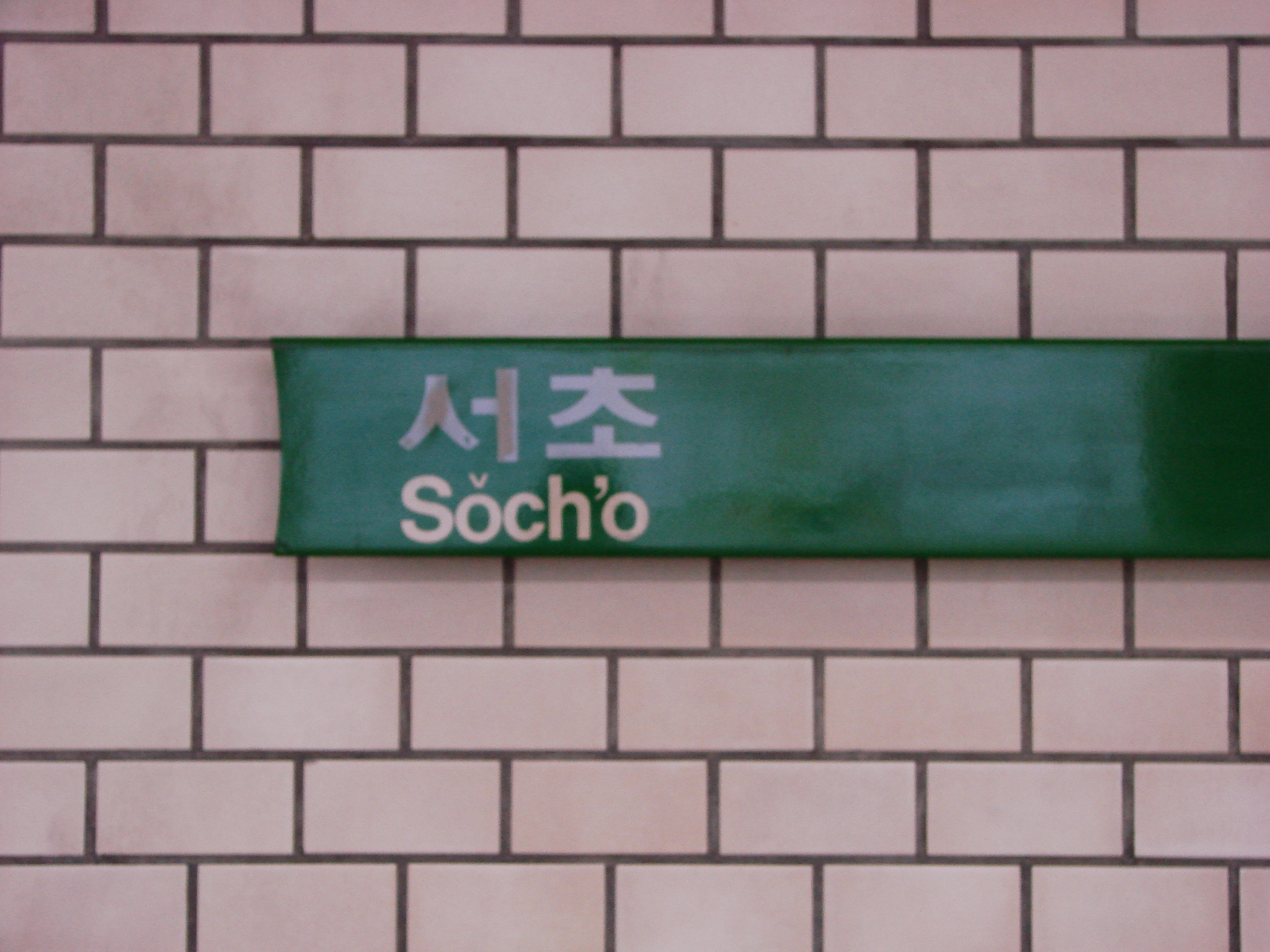
외선순환 승강장에서 촬영한, 서초역 방면의 옛 로마자 표기
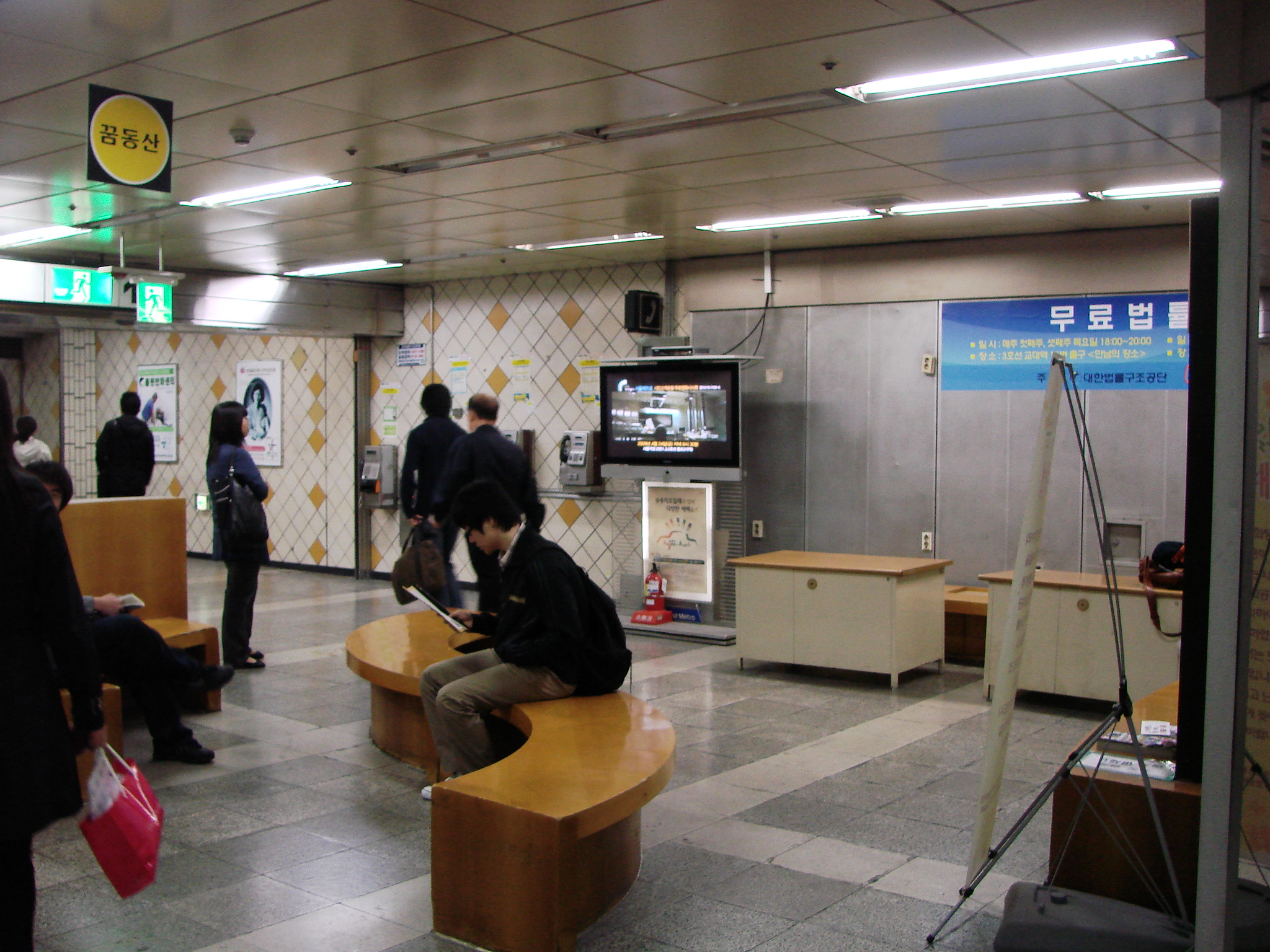
14번 출구 근처에 위치한 광장 ‘꿈동산’
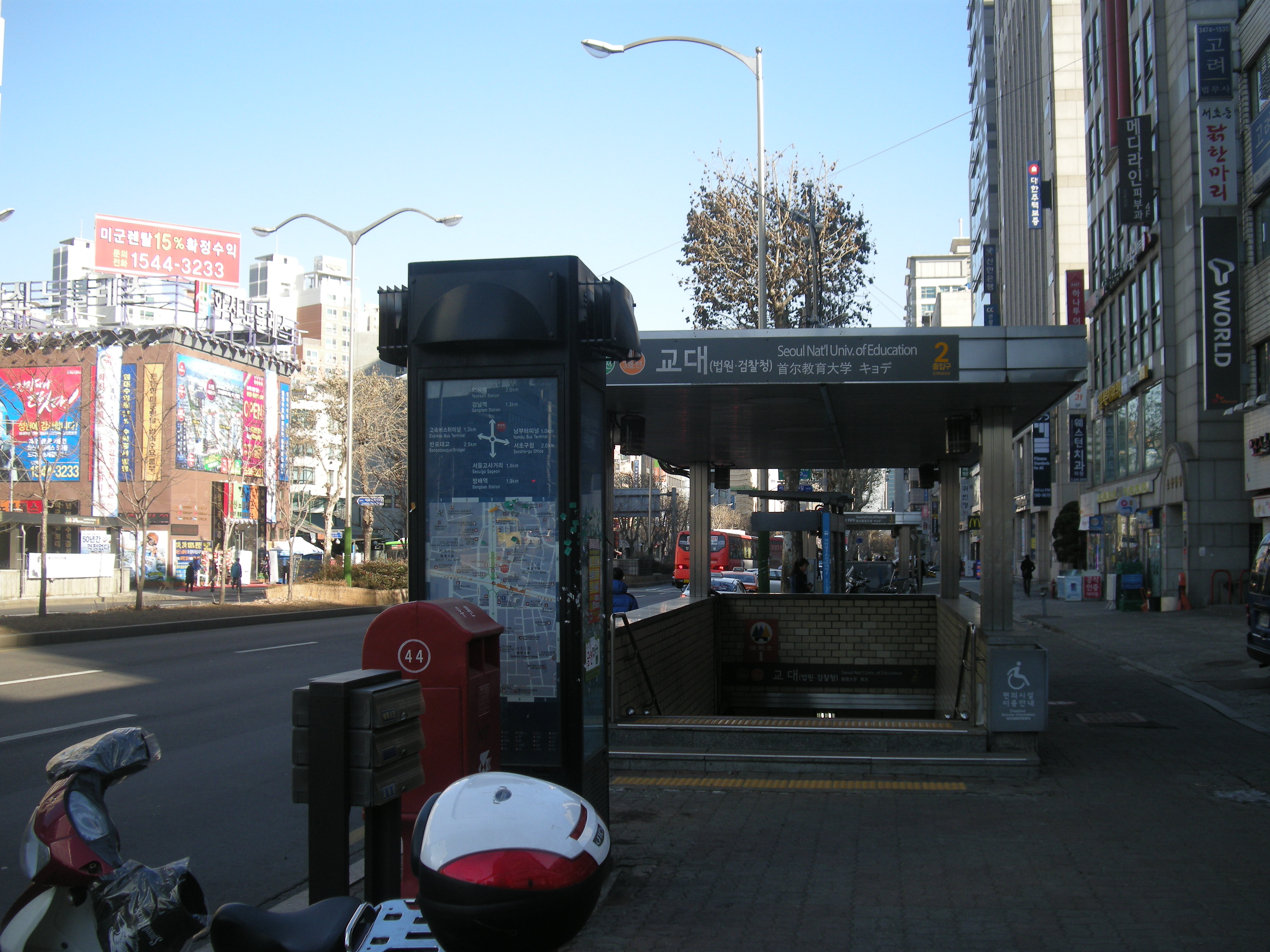
2번 출구
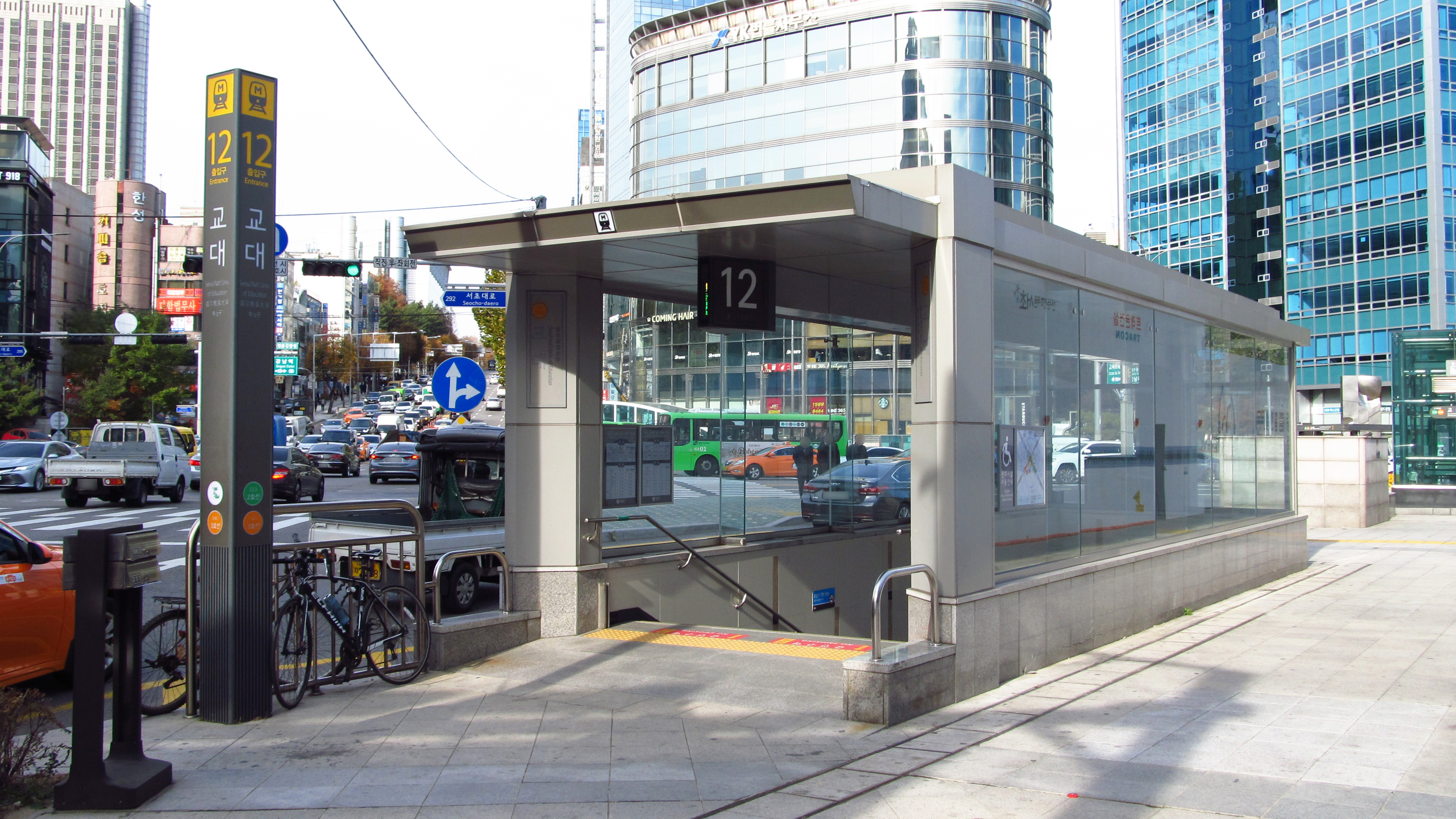
12번 출구
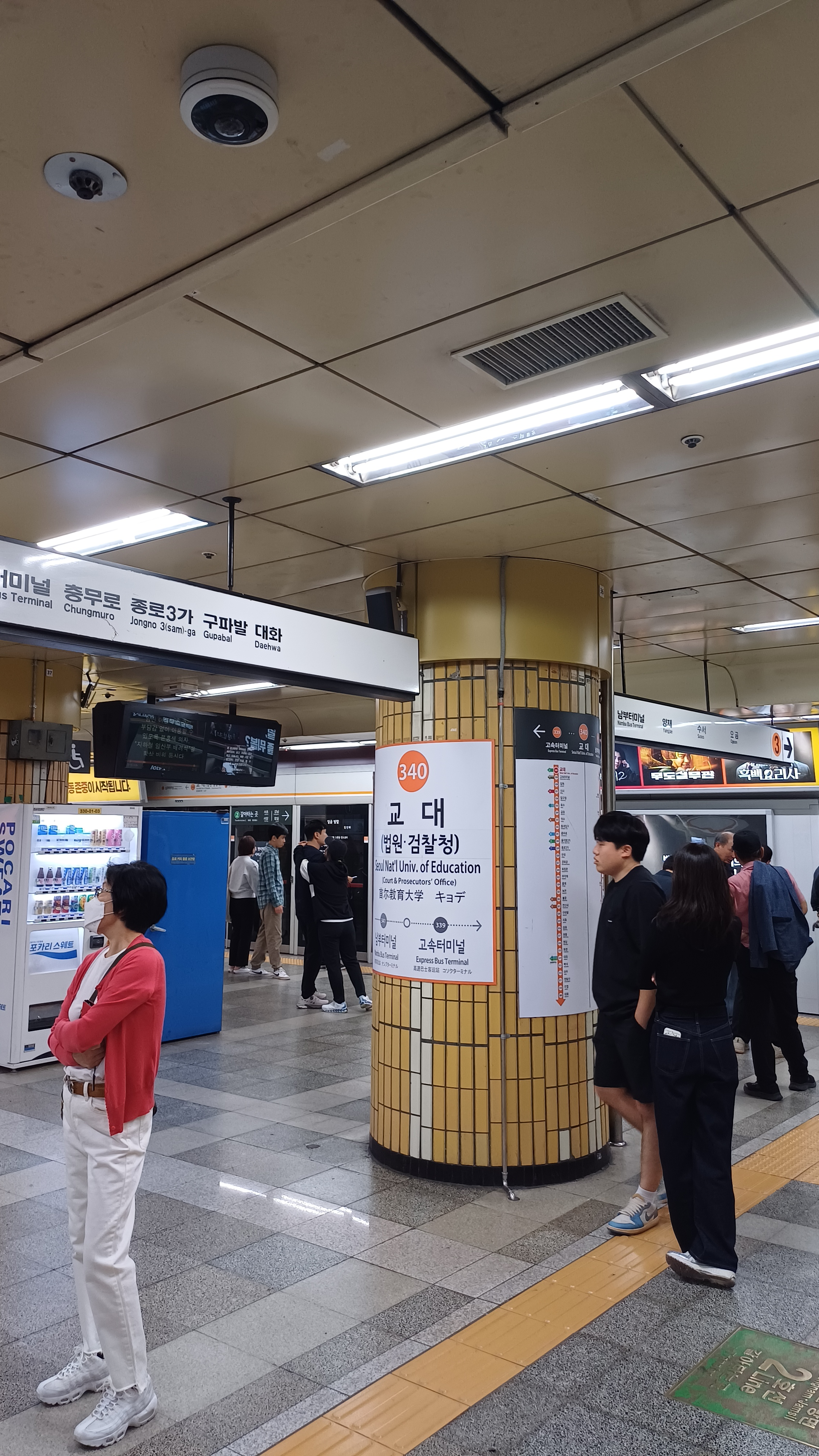
3호선 승강장
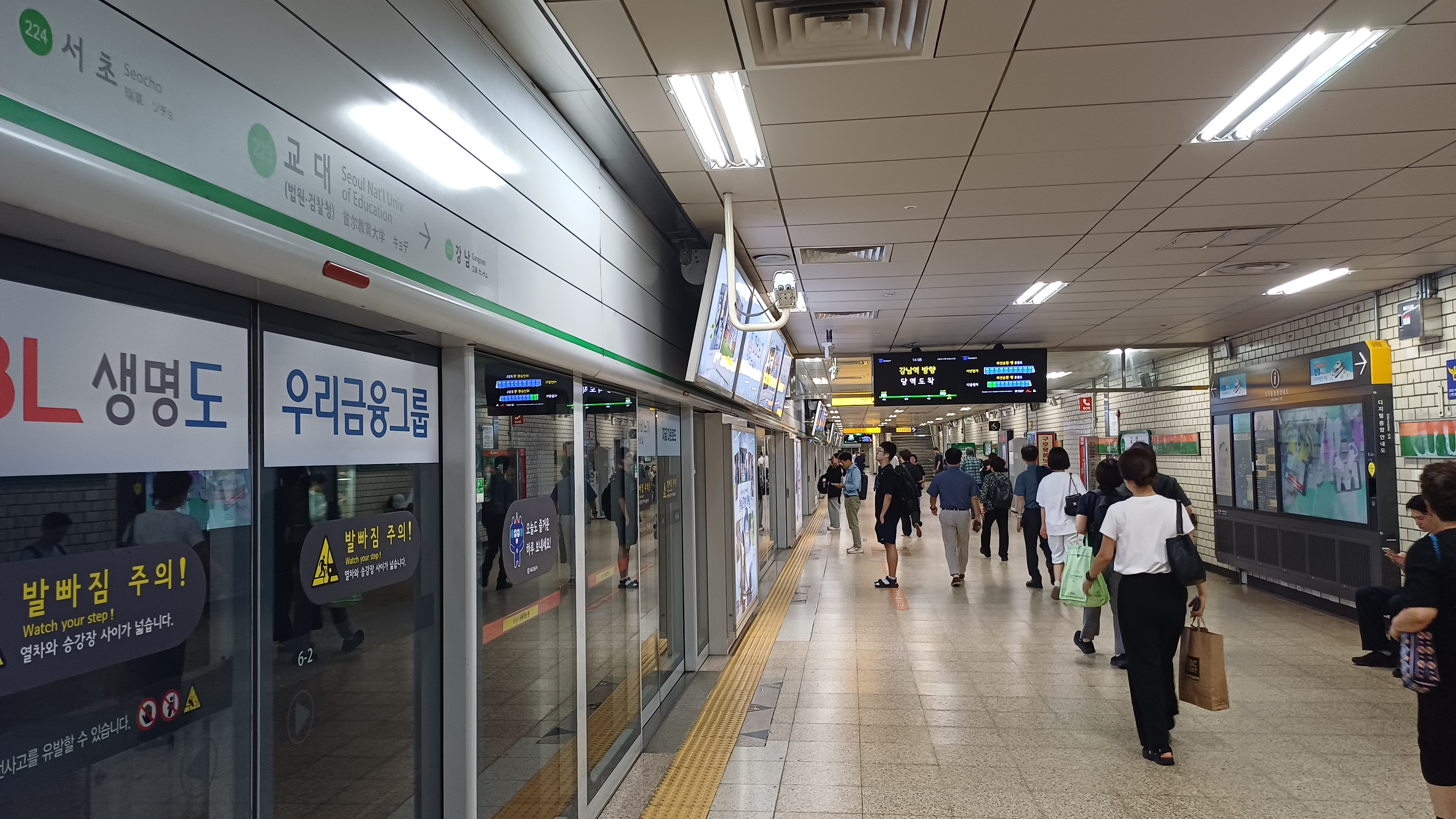
2호선 승강장